# Ika

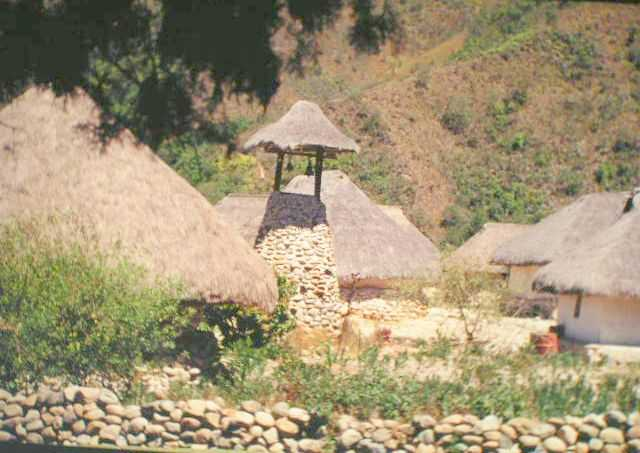
Dorf der Arhuaco

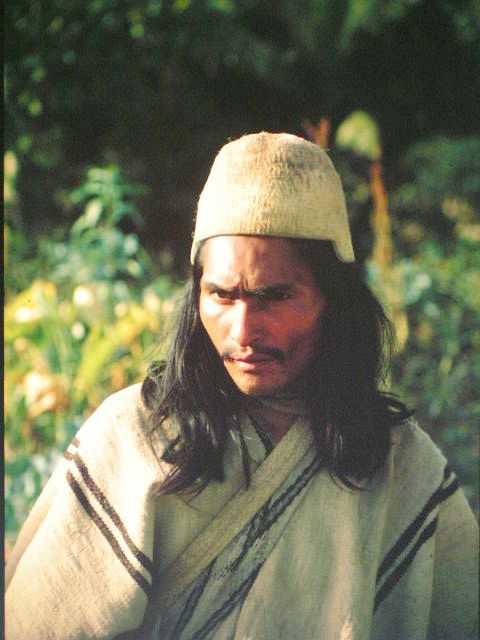
Arhuaco

Die Ika oder Arhuaco oder Bintukua sind ein indigenes Volk und leben an der südwestlichen Seite der Sierra Nevada de Santa Marta im Department Magdalena in Kolumbien. Es handelt sich um etwa 6.000 und zusammen mit ihren eng verwandten Nachbarn, den Arsarios (auch Malayo oder Wiwa) und den Kogi, einem größeren Stamm, mindestens 20.000 Menschen.
Die Ika sind Nachkommen der Arwako. Ihre Sprache gehört zur Chibcha-Sprachfamilie.

## Lebensweise
Die friedfertigen Ika lebten vom Anbau von Mais, Maniok, Kochbananen, Kartoffeln, Kakao und verschiedenen Früchten. Früher war auch die Jagd von Bedeutung. Die Ika wurden von spanischen Siedlern früh aus den küstennahen Gebieten vertrieben. Die weißen Siedler holzten auch die Kakaobäume – eine seltene Sorte mit weißen Bohnen – ab. Das Rückzugsgebiet der Ika in der Sierra Neas, wo sie als Gebirgsbauern lebten, wurde 1916 von Kapuzinermissionaren besetzt, die sie als Zwangsarbeiter versklavten und ihnen jede Bildung verwehrten. Seit den 1980er Jahren folgten Landbesetzungen durch weiße Siedler, die das Land für den Anbau von Marihuana und Coca nutzen. Dadurch wurden die Ika in die Kämpfe zwischen der Armee, linksgerichteten Guerillas und Paramilitärs hineingezogen; viele wurden getötet. 
1962 wurde ein Fernsehsender auf einem heiligen Berg der Ika errichtet, was ihren Widerstand hervorrief und mit der Zeit zu ihrer Politisierung führte. Seit 1982 kämpfte eine gut organisierte Freiheitsbewegung der Ika gegen den Landraub und für die Rückkehr in die alten Siedlungsgebiete und vertrieb die Kapuziner. Zu Beginn dieses Jahrhunderts kehrten die Ika in ihre alten Siedlungsgebiete zurück, während die weißen Siedler nach wie vor die tiefergelegenen fruchtbareren Felder bewirtschaften.
Die Ika leben heute auch von Nutzpflanzen wie Kaffee, Zuckerrohr, Weizen und halten Vieh. Neuerdings bauen sie wieder die lokale Kakaovarietät mit nachhaltigen waldfreundlichen Nutzungsmethoden an.

## Kultur und Religion
Die Ika glauben an einen väterlichen Schöpfergott, den Kakü Serankua. Sonne und schneebedeckte Gipfel sind weitere männliche Gottheiten, die Erde und der Mond sind weibliche Gottheiten. Die Sierra Nevada halten sie für das Zentrum der Welt. Das spirituelle Oberhaupt der Ika, der Mamü, wird schon als Kind ausgesucht und in einer Höhle auf seine Aufgaben vorbereitet. 
Die Ika nennen sich selbst „die älteren Brüder“, da sie davon ausgehen, dass sie ein größeres Verständnis über die Welt besitzen als andere Menschen, die sie daher als „die jüngeren Brüder“ bezeichnen. Die Männer tragen einen kegelförmigen weißen Hut, der die schneebedeckten Bergspitzen der Sierra symbolisiert.